# Она, Фрэнсис
Фрэнсис Она (ок. 1953 — 24 июля 2005) — лидер сепаратистов на Бугенвиле, который возглавил восстание против правительства Папуа-Новой Гвинеи в рамках гражданской войны на Бугенвиле. Он и его последователи были обеспокоены экологическими и социальными последствиями эксплуатации рудника Пангуна, принадлежавшего Bougainville Copper, дочерней компании группы компаний Rio Tinto Group. 17 мая 1990 года Она провозгласил независимость Республики Мееакамуи. Оно не было признано на международном уровне. В мае 2004 года Она провозгласил себя «королём Меекамуи». Сопротивляясь мирному процессу и выборам 2005 года, Она в основном оставался в безопасном убежище, на территории, контролируемой войсками его Революционной армии Бугенвиля. Он умер от малярии в своей деревне.

## Лидер сепаратистов
Одно время Она работал на руднике компании «Bougainville Copper», но он всё более и более критиковал негативное влияние её деятельности на окружающую среду и то, что, по его словам, владельцам земли выплачивалось мало отчислений. Большая часть получаемой прибыли не оставалась на острове Бугенвиль, а островное сообщество подвергалось разрушительному воздействию тысяч рабочих из Папуа-Новой Гвинеи, а также австралийцев. С середины 1980-х годов Она с соратниками бросили вызов руководству Ассоциации землевладельцев Пангуны (Panguna Landowners Association, PLA), заявив, что они не представляют интересы всех традиционных владельцев земель.
К началу 1988 года Она и его единомышленники, включая его двоюродную сестру Пепетуа Сереро (Pepetua Serero), сформировали Новую ассоциацию землевладельцев Пангуны (New PLA), поддержанную как шахтёрами, так и традиционными противниками рудника Пангуна, Меекамуи Понтику Оноринг (Me’ekamui Pontuku Onoring) Дэмиена Даменга (Damien Dameng). Новая ассоциация выдвинула ряд требований, в том числе денежная компенсация за вред, причинённый рудником окружающей среде, выплата 50-процентной доли доходов от рудника владельцам земель и передача права собственности на Бугенвилю. Правительство Папуа-Новой Гвинеи организовало независимое расследование, которое отклонило утверждения о негативном воздействии на окружающую среду, но критиковало другие аспекты работы рудника. В ответ Она основал Революционную армию Бугенвиля (Bougainville Revolutionary Army), которая проводила многочисленные акты саботажа против рудника, включая разрушение источника питания шахты. Шахта была закрыта компанией Bougainville Copper в мае 1989 года. Она отклонил первоначальную компромиссную сделку между Bougainville Copper и правительством Папуа-Новой Гвинеи.
Она стала признанным лидером Революционной армии Бугенвиля после смерти Сереро в 1989 году; Сам Кауона (Sam Kauona), бывший военнослужащий, руководил боевыми действиями. Правительство Папуа-Новой Гвинеи направило полицию, а затем войска под командованием Джерри Сингирока (Jerry Singirok), для подавления восстания, но это им не удалось. На острове было введено чрезвычайное положение под контролем комиссара полиции Папуа-Новой Гвинеи. Возросло количество жалоб на нарушения прав человека со стороны сил Папуа-Новой Гвинеи, что первоначально усилило поддержку Революционной армии Бугенвиля.
В январе 1990 года Bougainville Copper объявила о приостановке работ на руднике. Правительство Папуа-Новой Гвинеи объявило о выводе войск и привлечении международных наблюдателей для подтверждения разоружения Революционной армии Бугенвиля. Полицейские бежали, опасаясь за свою жизнь в отсутствие войск, и в Порт-Морсби была предпринята попытка государственного переворота из-за этой договорённости.
В ответ на блокаду, введённую правительством Папуа-Новой Гвинеи позднее в 1990 году, Она сказал, что является главой Временного правительства Бугенвиля и провозгласил независимость острова. Остров впал в анархию, поскольку несколько вооружённых группировок и кланов боролись за власть: правительство Папуа-Новой Гвинеи поддерживало эти группировки. Лидеры Революционной армии Бугенвиля поссорились с Джозефом Кабуи, премьер-министром Бугенвиля, который ранее был их сторонником.
При премьер-министре Паясе Уингти правительство Папуа-Новой Гвинеи возобновило военные действия, и его войска захватили столицу провинции Араву в 1993 году и вновь захватили рудник Пангуна. Джулиус Чэнь, преемник Уингти, пытался договориться, но ни Она, ни Революционная армия Бугенвиля, ни Кабуи не пошли на сделку. Разочарованный, Чэнь отдал приказ о полномасштабном вторжении в 1996 году, но его не поддержали ни Австралия, ни Новая Зеландия. Чэнь нанял наёмников из Sandline International, но военные угрожали арестовать их по прибытии. Чэнь подал в отставку, чтобы предотвратить переворот.

## Бугенвильское перемирие
Позже в 1997 году было заключено соглашение о прекращении огня между новым премьер-министром Биллом Скейтом и Джозефом Кабуи, когда на острове начала свою деятельность многонациональная группа по наблюдению за соблюдением перемирия (Peace Monitoring Group). Хотя Она и Революционная армия Бугенвиля контролировали 90 % острова, его разрыв с Кабуи означал, что представители Революционной армии Бугенвиля не участвовали в переговорах. Она считал, что мирные переговоры при посредничестве Новой Зеландии являются непрошенным вмешательством извне в управление Бугенвилем и не участвовал в них.
В этот период австралийский режиссёр Уэйн Коулз Дженесс (Wayne Coles-Janess) снял известный документальный фильм о гражданской войне на Бугенвиле. Он чуть не был убит правительством Папуа-Новой Гвинеи.
Когда он брал интервью у Она, тот заявил:
У нас уже были другие формы автономии. Нам была обещана система провинциального управления в 1975 году. Бугенвильцам пообещали, что через 5 лет или через несколько лет провинциальное правительство будет заменено независимым государством Бугенвиля. Таким образом, учитывая эту историю, мы больше не доверяем Папуа-Новой Гвинее….
…. 90 % бугенвильцев поддерживают меня. И я хочу призвать премьер-министра ПНГ и правительство ПНГ, если 90 % не поддерживают меня, то пусть они проведут референдум, и мы увидим.
Впоследствии Она был проигнорирован при создании Автономного правительства Бугенвиля. В то время Она договорился с Ноа Мусингку (Noah Musingku) о создании источника финансирования для Бугенвиля, который обеспечил бы истинный суверенитет. Эта система была разработана как система U-Vistract, которая стремилась использовать неиспользованные природные ресурсы Бугенвиля для финансирования реконструкции. Она оставался изолированным в регионе Пангуна, который Революционная армия Бугенвиля контролировала в течение следующих 16 лет.
По оценкам, конфликт на Бугенвиле унёс жизни от 10 000 до 15 000 человек, главным образом из-за болезней и голода среди гражданского населения. Процесс примирения племён, начатый в 2000 году, оказался успешным. Правительство Папуа-Новой Гвинеи пообещало в 2001 году провести референдум о независимости в течение следующих десяти-пятнадцати лет. Референдум был проведён в 2019 году, и подавляющее большинство жителей региона проголосовало за независимость.
Она так и не был схвачен и отказался участвовать в мирном процессе. Его войска по-прежнему контролировали половину острова.

## Царствование
17 мая 2004 года Она объявил себя «королём Бугенвиля» или Мекамуи. Он был коронован как «король Фрэнсис Доминик Дейтранси Доманаа, глава государства Королевства Меекамуи». «Меекамуи» («Me’ekamui»), что означает «святой» или «Святая земля», является старым племенным названием Бугенвиля. Во время выборов Автономного правительства в 2005 году, против которых он выступал, Она впервые за 16 лет покинул своё убежище в глазах общественности. Он заявил, что Бугенвиль уже независим и способен сам вести свои дела.
Возможно, в результате сохраняющегося влияния Она на Бугенвиле только 3 % имеющих право голоса избирателей приняли участие в выборах Автономного правительства при посредничестве Новой Зеландии в мае 2005 года.
Его Королевское Высочество сказал людям, что тот факт, что только 3 % имеющих право голоса избирателей на Бугенвиле проголосовали на майских выборах Автономного правительства, означает, что остальные 97 % поддерживают его правительство, и, таким образом, это единственное правительство, к которому они могут обратиться для продвижения развития, независимо от разных разногласий.
Члены Ассоциации землевладельцев горнодобывающего района острова Лихир в Новой Ирландии, а также других горнодобывающих проектов на Фиджи и Соломоновых островах обращались к Она за помощью в решении проблем, связанных с иностранными горнодобывающими концернами. Она умер 24 июля 2005 года от малярии в своей деревне.

## Награды
Фрэнсис Она удостоился государственных похорон в столице провинции Бука.